# Батраев, Николай Филиппович
Николай Филиппович Батраев (1 мая 1937 — 30 апреля 1986) — сталевар Магнитогорского металлургического комбината имени В. И. Ленина Министерства чёрной металлургии СССР, Челябинская область, полный кавалер Ордена Трудовой Славы (1983).

## Биография
Родился в посёлке Нововоронинский Верхнеуральского района Челябинской области в крестьянской семье. Окончил Магнитогорское профессиональное училище. После чего стал трудиться подручным сталевара на Магнитогорском металлургическом комбинате имени В. И. Ленина. Служил в Советской Армии. После демобилизации вернулся работать на комбинат, где чуть позже стал сталеваром 33-й мартеновской печи.
За огромный свой стаж работы на комбинате освоил все виды печей. Сначала работал на четырёхсоттонной печи, затем на сверхскоростном двухванном агрегате. Позже варил сталь на девятисоттонном мартене.
Указом Президиума Верховного Совета СССР от 5 ноября 1974 года был награждён орденом Трудовой Славы III степени.
Указом Президиума Верховного Совета СССР от 2 марта 1978 года был награждён орденом Трудовой Славы II степени.
В 1982 году непросто сложились дела на производстве. Однако бригада Батраева с особой внимательностью подошла к производству стали. Опыт бригады взяли на вооружение и другие работники. В результате крупнейших цех вышел на свои плановые показатели.
Указом Президиума Верховного Совета СССР от 7 января 1983 года за самоотверженный и высокопроизводительный труд, большие успехи во всесоюзном соревновании был награждён орденом Трудовой Славы I степени. Стал полным кавалером Ордена Трудовой Славы.
Являлся активным рационализатором. Обучал молодое поколение. 18 сталеваров являются его учениками.
Жил и работал в Магнитогорске. Скончался 30 апреля 1986 года. Похоронен на кладбище Правобережное города Магнитогорск.

## Награды и звания
- Орден Трудовой Славы — I степени (07.01.1983);
- Орден Трудовой Славы — II степени (02.03.1978);
- Орден Трудовой Славы — III степени (05.11.1974).
- Человек славен трудом. Москва. 2012.